# Ichiro Suzuki (futbolista)
Ichiro Suzuki (鈴木 一朗 Suzuki Ichiro?, nacido el 1 de agosto de 1995 en Iwate) es un exfutbolista japonés. Jugaba de defensa y su único club fue el Grulla Morioka de Japón.

## Trayectoria

### Clubes
| Club           | País  | Año  |
| -------------- | ----- | ---- |
| Grulla Morioka | Japón | 2016 |

## Estadística de carrera

### J. League
| Club           | Año   | J. League | J. League | Copa J. League | Copa J. League | Total | Total |
| Club           | Año   | Part.     | Goles     | Part.          | Goles          | Part. | Goles |
| -------------- | ----- | --------- | --------- | -------------- | -------------- | ----- | ----- |
| Grulla Morioka | 2016  | 4         | 0         | -              | -              | 4     | 0     |
| Total          | Total | 4         | 0         | 0              | 0              | 4     | 0     |